# Заячье-Холмское сельское поселение
Заячье-Холмское сельское поселение (до 2005 года — Ставотинский сельский округ) — муниципальное образование в составе Гаврилов-Ямского района Ярославской области. Административный центр — село Заячий-Холм, до 2005 года — село Ставотино.
Ставотинский сельсовет Существовал в 1924—1947 и 1954—1993 годах.

## Название
- Ставотинский сельский Совет депутатов трудящихся и его исполнительный комитет Гаврилов-Ямского районного Совета депутатов трудящихся	01.01.1949 — 15.06.1977
- Ставотинский сельский Совет народных депутатов и его исполнительный комитет Гаврилов-Ямского районного Совета народных депутатов	15.06.1977 — 28.12.1991
- Ставотинский сельский Совет народных депутатов Гаврилов-Ямского районного Совета народных депутатов	28.12.1991 — 28.10.1993[3]

## История
Ставотинский сельский Совет утверждён 2 сессией губисполкома 13-14 июня 1924 года.
10 июня 1929 года вошёл в Гаврилов-Ямский район.
За счёт разукрупнения Вышеславского и Ставотинского сельских Советов в 1947 году был образован Горский сельский Совет.
В соответствии с Указом Президиума Верховного Совета РСФСР от 14.06.1954 было проведено объединение Горского, Калининского и Ставотинского сельских Советов в один — Ставотинский.
В связи с ликвидацией Гаврилов-Ямского района на основании Указа Президиума Верховного Совета РСФСР от 01.02.1963 Ставотинский сельский Совет вошёл в состав вновь образованного Ярославского сельского района.
Указом Президиума Верховного Совета РСФСР от 12.01.1965 и на основании решения исполкома областного Совета от 13 января 1965 года Ставотинский сельсовет вошёл в состав вновь организованного Гаврилов-Ямского района.
На основании постановления Главы администрации Гаврилов-Ямского района от 23.12.1991 за № 8 Ставотинский исполком сельского Совета прекратил свою деятельность. Был образован новый орган правления — малый Совет.
В соответствии с п.4 Указа Президента РФ от 26.10.1993 «О реформе местного самоуправления в Российской Федерации» и на основании Постановления Главы администрации Гаврилов-Ямского района от 28.10.1993 за № 464 деятельность Ставотинского сельского Совета народных депутатов прекращена, полномочия, закреплённые законодательством РФ за Советами народных депутатов, осуществляла администрация Ставотинского сельсовета.
1 января 2005 года в соответствии с законом Ярославской области № 65-з от 21 декабря 2004 года «О наименованиях, границах и статусе муниципальных образований Ярославской области» было образовано Ставотинское сельское поселение с центром в селе Ставотино, установлены границы сельского поселения в административных границах Заячье-Холмского и Ставотинского сельских округов. 19 сентября 2005 года законом Ярославской области № 41-з центр сельского поселения перенесен в село Заячий-Холм, а поселение переименовано в Заячье-Холмское сельское поселение.

## Население
| 2007  | 2010  | 2011  | 2012  | 2013  | 2014  | 2015  |
| ----- | ----- | ----- | ----- | ----- | ----- | ----- |
| 1503  | ↗1508 | ↘1507 | ↗1552 | ↗1611 | ↗1676 | ↗1705 |
| 2016  | 2017  | 2018  | 2019  | 2020  | 2021  |       |
| ↘1666 | ↘1659 | ↘1613 | ↘1574 | ↗1575 | ↘1406 |       |

## Состав сельского поселения
В состав сельского поселения входят 47 населённых пунктов.
| №  | Населённый пункт | Тип населённого пункта       | Население | Сельский округ  |
| -- | ---------------- | ---------------------------- | --------- | --------------- |
| 1  | Андрюшино        | деревня                      | →2        | Заячье-Холмский |
| 2  | Борисово         | деревня                      | →1        | Заячье-Холмский |
| 3  | Борисово         | деревня                      | ↗6        | Ставотинский    |
| 4  | Бочевка          | деревня                      | →1        | Ставотинский    |
| 5  | Волчково         | деревня                      | ↗6        | Ставотинский    |
| 6  | Вышеславское     | село                         | ↘43       | Заячье-Холмский |
| 7  | Головино         | деревня                      | ↘0        | Заячье-Холмский |
| 8  | Гора             | деревня                      | ↘49       | Ставотинский    |
| 9  | Горбово          | деревня                      | ↘7        | Ставотинский    |
| 10 | Грудцино         | деревня                      | ↘16       | Ставотинский    |
| 11 | Даниловка        | деревня                      | →1        | Заячье-Холмский |
| 12 | Заморино         | деревня                      | ↗2        | Заячье-Холмский |
| 13 | Заря             | посёлок                      | ↗152      | Ставотинский    |
| 14 | Заячий-Холм      | село, административный центр | ↘265      | Заячье-Холмский |
| 15 | Илькино          | деревня                      | →0        | Заячье-Холмский |
| 16 | Иляково          | деревня                      | ↘10       | Заячье-Холмский |
| 17 | Калинино         | деревня                      | ↗3        | Ставотинский    |
| 18 | Кобыльское       | деревня                      | ↗6        | Ставотинский    |
| 19 | Константиново    | деревня                      | ↘5        | Ставотинский    |
| 20 | Кореньково       | деревня                      | ↗6        | Ставотинский    |
| 21 | Курдумово        | деревня                      | ↗169      | Ставотинский    |
| 22 | Маурино          | деревня                      | →4        | Заячье-Холмский |
| 23 | Междуречье       | деревня                      | ↗19       | Заячье-Холмский |
| 24 | Милочево         | село                         | ↘17       | Ставотинский    |
| 25 | Михалево         | деревня                      | ↘24       | Заячье-Холмский |
| 26 | Немерово         | деревня                      | ↗8        | Ставотинский    |
| 27 | Овсяниково       | деревня                      | →9        | Ставотинский    |
| 28 | Павлово          | деревня                      | ↗12       | Ставотинский    |
| 29 | Паньково         | деревня                      | ↗9        | Ставотинский    |
| 30 | Петраково        | деревня                      | ↘5        | Ставотинский    |
| 31 | Плетилово        | деревня                      | →4        | Ставотинский    |
| 32 | Позобово         | деревня                      | →0        | Заячье-Холмский |
| 33 | Прислон          | деревня                      | ↘0        | Заячье-Холмский |
| 34 | Прошенино        | деревня                      | ↗285      | Заячье-Холмский |
| 35 | Раменье          | деревня                      | ↘11       | Заячье-Холмский |
| 36 | Рыково           | деревня                      | ↘13       | Заячье-Холмский |
| 37 | Смалево          | село                         | ↗9        | Заячье-Холмский |
| 38 | Спасс            | село                         | ↗15       | Заячье-Холмский |
| 39 | Ставотино        | село                         | ↘176      | Ставотинский    |
| 40 | Тарасино         | деревня                      | →0        | Ставотинский    |
| 41 | Тарусино         | деревня                      | ↘4        | Заячье-Холмский |
| 42 | Унимерь          | село                         | ↗87       | Заячье-Холмский |
| 43 | Федоровское      | деревня                      | ↘17       | Заячье-Холмский |
| 44 | Хохлево          | деревня                      | →9        | Заячье-Холмский |
| 45 | Чурилово         | деревня                      | ↘1        | Заячье-Холмский |
| 46 | Шильково         | деревня                      | ↗9        | Заячье-Холмский |
| 47 | Юцкое            | село                         | ↗11       | Ставотинский    |